# エステルの化粧
『エステルの化粧』（エステルのけしょう、仏: La Toilette d'Esther, 英: The Toilette of Esther）は、フランスのロマン主義の画家テオドール・シャセリオーが1841年に制作した絵画である。油彩。主題は『旧約聖書』「エステル記」に登場するヒロインのエステルであり、エステルが後に結婚することになるペルシアの王アハシュエロス（クセルクセス1世）に会うために準備をするという聖書の一節を描いている。翌1842年のサロンに出品され、現在はパリのルーヴル美術館に所蔵されている。2003年から2014年までルーヴル美術館の絵画部門のディレクターを務めたヴァンサン・ポマレッドは本作品を「ルーヴル美術館で最も有名な絵画の1つ」と評している。

## 主題
「エステル記」によると、ペルシア王アハシェロスは王妃ワシュティに代わる新たな王妃候補を探していた。そのころ首都スサにモルデカイというユダヤ人がおり、両親を失くしたエステルを引き取って育てていた。アハシェロス王は国中から美しい乙女たちを王宮に集め、彼女たちに12カ月の化粧をして過ごす期間を与えた。王はその中にいたエステルを気に入って王妃としたが、エステルは自分がユダヤ人であることを王に明かさなかった。のちに宰相ハマンがユダヤ人を滅ぼそうとしたとき、エステルは王に呼ばれていない者が王宮の中庭に入り、王の間に行くことは法律で死刑と決まっていたにもかかわらず、王妃の身なりを整えて王に会いに行き、ユダヤ人であることを明かしてユダヤ人を救うべく取りなした。
シャセリオーが聖書を主題に選びながら、着想源としてより最近の文学的な情報源を利用したのはいかにもありそうなことである。たとえば1689年のジャン・ラシーヌの戯曲『エステル』は、王の気を引くために彼女のライバルたちが採った巧みな誘惑について説明しつつ、エステルの誘惑のより貞淑なバージョンを提供している。この絵画の異国趣味は1817年にアルフレッド・ド・ヴィニーが書いた『ローマの貴婦人の浴場』（Le Bain d'une dame romaine）やヴィクトル・ユーゴーの『東方詩集』の影響も指摘されている。
シャセリオー以前にエステルの化粧の物語が描かれることはほとんどなく、わずかに17世紀のアールト・デ・ヘルデルと18世紀のジャン＝フランソワ・ド・トロワの2つのバージョンが知られている。絵画におけるエステルの作例が不足していることを考えると、シャセリオーはより多くの例があったヴィーナスの描写を含む、化粧する女性の絵画に目を向けたであろう。

## 作品

ドミニク・アングルの1862年の絵画『トルコ風呂』。油彩。シャセリオーと彼の師アングルは女性の裸婦の官能的なアラベスクに興味を持った。

エステルは画面の中央に座り、両腕を頭上に上げて金髪の髪形を整えている。アハシェロス王の満足のために身を捧げる準備をしている彼女は「その絵画的表現において大変に官能的な」ポーズをとっている。エステルはネックレスと腕のブレスレットを除けば腰まで裸である。両足は白とバラ色の衣服に包まれている。画面左では深青色の服を着た下女が黄金製の容器に入ったアクセサリーを持ってきてエステルに見せており、画面右では赤色の服を着た黒人の宦官ヘガイが宝石箱を差し出している。しかし絵画の左側をじっと見つめているエステルはどちらにも礼を言っていない。彼らの背後には木々と空の風景が見える。

いくつかの準備習作が存在している。ルーヴル美術館の2つの素描は、本作品が最初はシャセリオーの師であるドミニク・アングルが1862年に描いた『トルコ風呂』のような、円形の構図であったことを証明している。このような試みは、シャセリオーが当時の素描に記したように独創的なモチーフを見つけたいという画家の願望を強調している。

･･･新たな方法で世界の･･･歴史を･･･表現しなさい･･･それらを斬新なやり方で示すことで、もう一度これらの美しいものを見ることができるようにします。1841年5月。私の作品のためにエステルはいま化粧をしています。

美術史家たちは、シャセリオーの姉妹に対する愛情と、彼の芸術における女性像への無意識の影響に注目してきた。おそらく、シャセリオーの愛人クレマンス・ガブリエル・モヌロの回想を引いて「アデルは見事な腕を持っており、どこにでも現れる」と語ったジャン＝ルイ・ヴォードワイエは、画家の姉アデル・シャセリオー（Adèle Chassériau）の美しさはエステルの「筋肉質でほとんど男性的な腕」に見出せると信じていた。

## 異国趣味

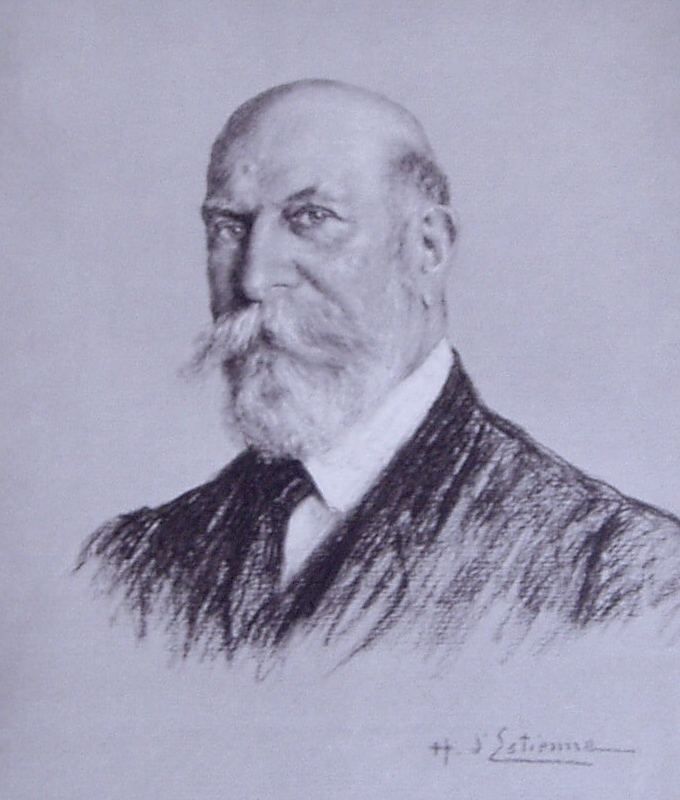
アルチュール・シャセリオー男爵。

シャセリオーは『旧約聖書』のハレムに住む若い女性の物語を選んだことで、オリエンタリズムとロマン主義の要素をうまく活用できるようになった。アジアの人物像と高価な宝石類の存在は、エステルの姿をさらに官能的にしている。以前にヴィーナスの誕生とスザンナと長老たちを描いたシャセリオーは、女性の身体の率直な性的表現を可能にする別のテーマを見つけ出した。
1842年のサロンに初めて展示された絵画は十分には理解されなかった。評論家がエステルの表現の無味乾燥さを認識したときはいつでも、彼らは官能的でロマン主義的な方法で新たに想像された聖書の物語の独創性を適切に評価できなかった。あるジャーナリストは「しかし、なぜ引き伸ばされた姿、野生的な目、野蛮な表情なのか? その顔の下には魂がない･･･」と不満を漏らした。しかし絵画は後にフランソワ＝レオン・ベヌヴィルやギュスターヴ・モローなどの画家たちに影響を与えた。
『エステルの化粧』は画家の遠い親戚であり、絵画の所有者であったアルチュール・シャセリオー男爵が死去した1934年に、彼が所有する画家のほとんど全ての作品とともにルーヴル美術館に遺贈された。